# Sergio Mijáilovich Románov
Sergio Mijáilovich Románov (en ruso: Сергей Миха́йлович) nacido el 7 de octubre de 1869 en Borjomi, asesinado el 18 de julio de 1918 en Alapáyevsk.
Gran Duque de Rusia y coronel. Ocupó en el ejército imperial ruso los cargos de general, general de división, general de artillería, general de caballería e inspector general del ejército.
Hijo de Miguel Nikoláyevich Románov (también primo hermano de Alejandro III de Rusia) y de Cecilia de Baden; nieto de Nicolás I de Rusia.

## Biografía
En 1862, su padre, el Gran Duque Miguel Nikoláievich de Rusia fue nombrado Virrey del Cáucaso, por lo que el Gran Duque se trasladó con sus padres y hermanos a Tiflis, donde pasó su infancia y juventud. Recibió una educación espartana, dado que su madre observaba una estricta disciplina familiar y era la figura dominante de la familia. Desde su infancia fue destinado a la carrera militar. Renunció de sus cargos militares a la caída de la monarquía.

## Triángulo amoroso
Sergio Mijáilovich estuvo enamorado de la hermana del Zar, la Gran Duquesa Xenia Aleksándrovna[cita requerida]. Finalmente esta se casó con su hermano Alejandro Mijáilovich.
A finales del reinado de Alejandro III, Sergio y sus hermanos Jorge y Alejandro eran los amigos más allegados del futuro Zar Nicolás II, enfriándose su amistad con la llegada de Nicolás II al trono imperial.
Mathilde Kschessinska (antigua amante de Nicolás II antes del matrimonio de este) conoció a Sergio Mijáilovich, quien se enamoró de ella y se convirtió en su amante y generoso mecenas. En 1900, Mathilde Kschessinska conoce al Gran Duque Andrés Vladímirovich y se enamora de él. Sergio Mijáilovich soportaba la relación entre ellos y siguió frecuentando normalmente a Mathilde. En cambio su relación con su rival y lejano pariente Andrés Vladímirovich se volvió cada vez más tensa. En 1902 Mathilde dio a luz un hijo, Vladímir Románovski-Krasinski (Vova), del que cada uno de los regios amantes se reclamaba la paternidad.

## Primera Guerra Mundial
En 1913, durante un viaje a Austria y a Alemania se dio cuenta de la fuerte carrera armamentista en esos dos países. Al volver a Rusia informó de ello a varios ministerios pero su aviso no fue atendido. 
En 1916 se vio obligado a renunciar a su puesto de jefe del departamento de artillería por un escándalo de robo de material que él no había denunciado.

## Revolución rusa
Al momento de la caída de la monarquía Sergio se encontraba en Pskov el 2 de marzo de 1917. En un primer tiempo permaneció retirado en Moguilev, por las sospechas que pesaban sobre él después del escándalo por el robo de armas. 
Sergio volvió a Petrogrado a principios de junio de 1917, viviendo con su hermano Nicolás Mijáilovich en el Palacio Mijáilovski. Mathilde Kschessinska no quiso vivir con él y se retiró al  Cáucaso con el Gran Duque Andrés Vladímirovich, ya que desconfiaba de la situación en la capital.

## Cautiverio
En febrero de 1918, todos los hombres de la familia Románov residentes en Petrogrado recibieron la orden de inscribirse en las oficinas de la Cheka. Primero estaban obligados a permanecer en la ciudad. En marzo de 1918, los Románov inscritos en la lista fueron convocados para ser enviados al exilio en el interior de Rusia. Sergio fue trasladado a Viatka, municipio de los Urales. Llegó a la estación de Petrogrado la tarde del 4 de abril de 1918, en compañía de tres de sus primos (los grandes duques hijos de Constantino Konstantínovich), y Vladímir Paléi y de su secretario personal. En Viatka, los prisioneros podían moverse libremente sin abandonar la ciudad.  
El 30 de abril de 1918, por orden del Sóviet de los Urales, Sergio, su secretario y los otros Románov fueron transferidos a Ekaterimburgo. A los tres días, llegó como prisionera la gran duquesa Isabel Fiódorovna (hermana de la zarina y viuda del gran duque Sergio Aleksándrovich) acompañada de su amiga Varvara Yákovleva. Nicolás II y su familia estaban prisioneros en la misma ciudad pero no pudieron ponerse en contacto con ellos. Sergio y sus compañeros de cautiverio fueron llevados el 18 de mayo de 1918 a Alapáyevsk, al norte de los Urales. Después de dos días de viaje llegaron a su destino.
Se instalaron en la escuela Napólnaya. En esta ciudad podían moverse más libremente y asistir a los oficios religiosos en un principio, pero el régimen carcelario se fue endureciendo poco a poco y su lugar de cautiverio se vio rodeado de fosas y de alambres de púa.

## La masacre
Según Vasili Ryábov, que fue testigo ocular de los acontecimientos, los ejecutores de la decisión se infiltraron durante la noche en la escuela que servía de prisión a los Románov, mientras estos dormían. Se dirigieron a las mujeres diciéndoles que serían trasladadas a un lugar más seguro, les vendaron los ojos y les ataron las manos. Luego hicieron lo mismo a los hombres, siendo Sergio Mijáilovich el único que intentó oponerse, que dijo que no iría a ningún lado, pues sabía que los iban a ejecutar. Ante la oposición del Gran duque se vieron obligados a pegarle un tiro en el brazo, después de lo cual se calmó. Durante el traslado Sergio preguntaba a sus ejecutores «¿Díganme por qué? ¿Por qué nos van a matar?» «Yo nunca me metí en política. Me gustaba el deporte, la numismática, el billar». Finalmente llegaron a la mina donde serían ejecutados.
Los prisioneros recibieron la orden de caminar, con los ojos vendados y las manos atadas, sobre tablas por encima de la boca de la mina. Sergio fue el único que no obedeció y se lanzó sobre los guardias, que lo ejecutaron. Los demás fueron golpeados en la cabeza y tirados vivos a la mina. Seguidamente lanzaron dos granadas de fragmentación en la mina.

## Recuperación de los cuerpos y viaje interminable
El 28 de septiembre de 1918, con la esperanza de salvar a los prisioneros de la escuela, el ejército blanco tomó Alapáyevsk. Algunos campesinos llevaron a los oficiales hasta el lugar del crimen. 
Una vez terminaron las autopsias, los cadáveres fueron lavados, cubiertos de un lienzo blanco y puestos en ataúdes de madera. Se celebró un oficio religioso por cada uno de ellos y fueron inhumados en la catedral de Alapáyevsk. Ocho meses más tarde, ante la llegada del Ejército Rojo, los cadáveres fueron exhumados y llevados a Irkutsk, permaneciendo allí seis meses. Nuevamente el avance rojo obligó a desplazarse al este. En abril de 1920, los cuerpos fueron transportados a Pekín y depositados en la cripta de la capilla de la misión rusa. Años más tarde la iglesia fue demolida, aunque los sarcófagos se encuentran en el mismo lugar bajo un aparcamiento.

## Canonización
En 1981 fue canonizado como mártir de la Iglesia Ortodoxa Rusa en el extranjero. En 2000, la Iglesia Ortodoxa Rusa lo declaró mártir de la Persecución Soviética.
- Datos: Q428256
- Multimedia: Sergei Mikhailovich of Russia / Q428256